# مارسيلو فريكسو
مارسيلو فريكسو سياسي برازيلي ومذيع وأستاذ جامعي. وهو نائب فيدرالي للحزب الاشتراكي البرازيلي، وكان سابقًا رئيس لجنة الدفاع عن حقوق الإنسان والمواطنة في الجمعية التشريعية في ريو دي جانيرو.
اكتسب فريكسو اهتمامًا وطنيًا عندما ترأس لجنة تحقيق برلمانية حول ميليشيات الشرطة في ريو دي جانيرو، حيث كانت له شخصية مستوحاة منه في الفيلم البرازيلي فرقة النخبة: العدو في الداخل، من إخراج خوسيه باديلا.
ترشح لمنصب عمدة ريو دي جانيرو مرتين، في عامي 2012 و2016، وكان مرشحًا لمنصب نائب رئيس البلدية في عام 2016. وانتهى في المركز الثاني في كل من الجولات الإعادة، خسر الأولى أمام إدواردو بايس، والثانية لمارسيلو كريفيلا.
في 16 يونيو 2021 غادر فريكسو للحزب الاشتراكي البرازيلي، متطلعًا للترشح لمنصب حاكم ريو دي جانيرو في عام 2022.